# 1 Zaporoska Eskadra Lotnicza (URL)
1 Zaporoska Eskadra Lotnicza Armii Czynnej URL (ukr. 1-а Запорізька авіаційна ескадрилья Армії УНР) – ukraiński lotniczy oddział wojskowy formowany w Polsce w 1920 r.
Eskadra była formowana od maja 1920 r. na lotnisku mokotowskim w Warszawie, gdzie przybyło 75-80 Ukraińców – personelu lotniczego i technicznego. Wśród lotników byli wojskowi pochodzących z różnych lotniczych oddziałów wojskowych Armii Czynnej Ukraińskiej Republiki Ludowej. Byli to: Aleksandr Żachowski, Siergiej Ostrowidow, Lew Skurski, Fiodor Aleluchin, Jurij Kozłowski i Pawieł Zołotow. Do października 1920 r. Eskadra nie została jednak wyposażona przez polskie władze w żaden samolot bojowy. Wprawdzie Ukraińcy prowadzili rozmowy z Czechami w celu dostarczenia do Warszawy byłych samolotów Armii Czynnej URL, ale ostatecznie do tego nie doszło. Według polskich źródeł Ukraińcy otrzymali kilka maszyn ze składu polskiego lotnictwa wojskowego. Najprawdopodobniej na wyposażenie Eskadry weszły 3 samoloty, których pilotami zostali J. Kozłowski, P. Zołotow i L. Skurski. Utworzyły one 1 Oddział Lotniczy na czele z sotnikiem J. Kozłowskim w składzie 9 oficerów i 44 kozaków. Według części źródeł Eskadra przejęła 8 samolotów: 2 Sopwith Dolphin (we wrześniu), 4 Albatros J.I i 2 LVG C.V. W poł. października Oddział wysłano na front w rejon Husiatynia z podporządkowaniem Sztabowi Armii Czynnej URL. Wziął on udział w krótkotrwałych działaniach wojennych Ukraińców z wojskami bolszewickimi. Ostatnim miejscem pobytu eskadry na froncie były Wołoczyska. Od 11 listopada samoloty wykonały kilka lotów rozpoznawczych i bombowych za Zbrucz. Kiedy wojska ukraińskie 21 listopada zostały zmuszone do odwrotu za rzekę, oddział powrócił z Wołoczysk do Lwowa, a następnie na lotnisko mokotowskie. 13 grudnia 1920 r. Eskadra została przeniesiona do Bydgoszczy, gdzie mieściła się 1 Polsko-Francuska Szkoła lotnicza. 22 lutego 1921 zwrócono samoloty stronie polskiej. Ukraińcy pełnili rolę instruktorów lotniczych aż do końca 1922 r., kiedy oficjalnie została rozwiązana 1 Zaporoska Eskadra Lotnicza.